# Дискеруд, Миккел
Ми́ккель Мо́ргенстар По́льссён «Микс» Ди́скеруд (норв. Mikkel Morgenstar Pålssønn "Mix" Diskerud; 2 октября 1990, Осло, Норвегия) — американский футболист норвежского происхождения, полузащитник кипрской «Омонии» и сборной США.

## Карьера

### Клубная
Воспитанник норвежского клуба «Стабек». В 2008 году дебютировал в матче Кубка Норвегии против «Вестфоссена». В возрасте 18 лет впервые сыграл в матче Лиги Чемпионов УЕФА, против албанской «Тираны». Начиная с 2010 года являлся твёрдым игроком основы «Стабека».
31 января 2012 года бельгийский «Гент» взял Дискеруда в аренду на пол сезона с правом выкупа.
В августе 2012 года Дискеруд перешёл в норвежский «Русенборг».
В начале 2015 года Дискеруд как свободный агент перешёл в клуб-дебютант MLS «Нью-Йорк Сити». Он стал автором первого гола в истории клуба, поразив ворота другой новой франшизы «Орландо Сити» в дебютном для обеих сторон матче MLS, состоявшемся 8 марта и завершившемся ничьей 1:1.
10 марта 2017 года, после того как «Нью-Йорк Сити» решил не продлевать сотрудничество с игроком, Дискеруд, всё ещё остававшийся на контракте с лигой, был отдан в аренду в шведский «Гётеборг» на срок до 27 августа.
27 января 2018 года было сообщено, что клуб английской Премьер-лиги «Манчестер Сити» подписал с Дискерудом контракт на 4,5 года. По данным источников, игрок не будет находиться в основной команде «Сити», а будет тренироваться с резервистами.
В июле 2021 года на правах свободного агента перешел в «Омонию».

### В сборной
Мать Дискеруда родом из американского штата Аризона, что позволяло Миккелю выступать за сборные Норвегии или США. До 19 лет он выступал за юношеские сборные Норвегии, но с тех пор выступает за сборную США. Согласно Дискеруду, он бы с удовольствием выступал за обе страны, но это не представляется возможным.
17 ноября 2010 года Миккель дебютировал за сборную США в товарищеском матче против сборной Южной Африки. В ноябре 2012 года в игре против сборной России Микс впервые забивает гол за сборную.